# 180
سنة 180 م (بالأرقام الرومانية: CLXXX) كانت سنة كبيسة تبدأ يوم الجمعة (الرابط يظهر نموذج الجدول الزمني الكامل للسنة) من التقويم اليولياني. بدأت تسمية السنة ب180 منذ العصور الوسطى المبكرة، عندما أصبح تقويم أنو دوميني هو الأسلوب السائد في أوروبا لتسمية السنوات.

## أحداث
- نهاية حروب ماركومانية في 180 والتي بدأت في 166.

## مواليد
- لي ديان

## وفيات
- لوكيوس أبوليوس